# Communauté rurale de Mangaroungou Santo
La communauté rurale de Mangaroungou Santo est une communauté rurale du Sénégal située en Casamance, au sud du pays. 
Créée en 2008, elle fait partie de l'arrondissement de Djibanar, du département de Goudomp et de la région de Sédhiou.